# Charity Wakefield
Charity Wakefield (Sussex, 18 settembre 1980) è un'attrice inglese.
Ha recitato in molte serie TV, tra cui Wolf Hall, dove interpreta Maria Bolena, nonché al cinema. Suo nonno materno era l'attore James Hayter.

## Filmografia parziale

### Cinema
- Exitz, regia di Laurens C. Postma (2007)
- The Raven (The Raven), regia di James McTeigue (2012)
- Scar Tissue, regia di Scott Michell (2013)
- Una folle passione (Serena), regia di Susanne Bier (2014)
- Kill Switch - La guerra dei mondi, regia di Tim Smit (2017)
- Scoop, regia di Philip Martin (2024)

### Televisione
- Hex – serie TV, episodio 1x02 (2004)
- Jane Eyre – miniserie TV, 1 episodio (2006)
- Doctors – serie TV, 1 episodio (2007)
- Ragione e sentimento (Sense and Sensibility) – miniserie TV, 3 episodi (2008)
- L'ispettore Barnaby – serie TV, 1 episodio (2011)
- Miss Marple – serie TV, 1 episodio (2013)
- Wolf Hall – miserie TV, 3 episodi (2015)
- Doctor Who – serie TV, 1 episodio (2016)
- The Halcyon – serie TV, 2 episodi (2017)
- Genius – serie TV, 1 episodio (2017)
- The Great – serie TV, 25 episodi (2020-2023)